# Lüntenbeck
Die Lüntenbeck ist ein 3,1 Kilometer langer Bach in Wuppertal und ein rechter Nebenfluss der Wupper. Das Gewässer liegt großen Teil in seinem Durchfluss im Stadtbezirk Vohwinkel.

## Name
Für den Namen des Fließgewässers wird auch häufig die Tautologie Lüntenbecker Bach verwendet (Beck ist das niederdeutsche und das niederfränkische Wort für Bach).

## Verlauf
Der Bach entspringt in der Ortslage Saurenhaus, im Wohnquartier Varresbeck, das zum Stadtbezirk Elberfeld-West gehört, an der Grenze zum gleichnamigen Wohnquartier Lüntenbeck im Stadtbezirk Vohwinkel. Die Quelle liegt in einem Wohngebiet, in der Nähe der Straßen Gellertweg und Pahlkestraße in 224 m Höhe unmittelbar an der Wasserscheide zum Flusssystem der Düssel. Die erste Strecke, rund 45 Meter, verläuft der Bach oberirdisch in südwestlicher Richtung, bis er dann für 110 Meter verrohrt ist.
Danach fließt er für 140 Meter oberirdisch, um für 270 Meter erneut verrohrt zunächst die Bundesautobahn 535 (A 535) einschließlich der Anschlussstelle (Wuppertal-Dornap) und dann die Bundesstraße 7 (B 7) zu unterqueren. Damit hat er das nach ihm benannte Wohnquartier erreicht

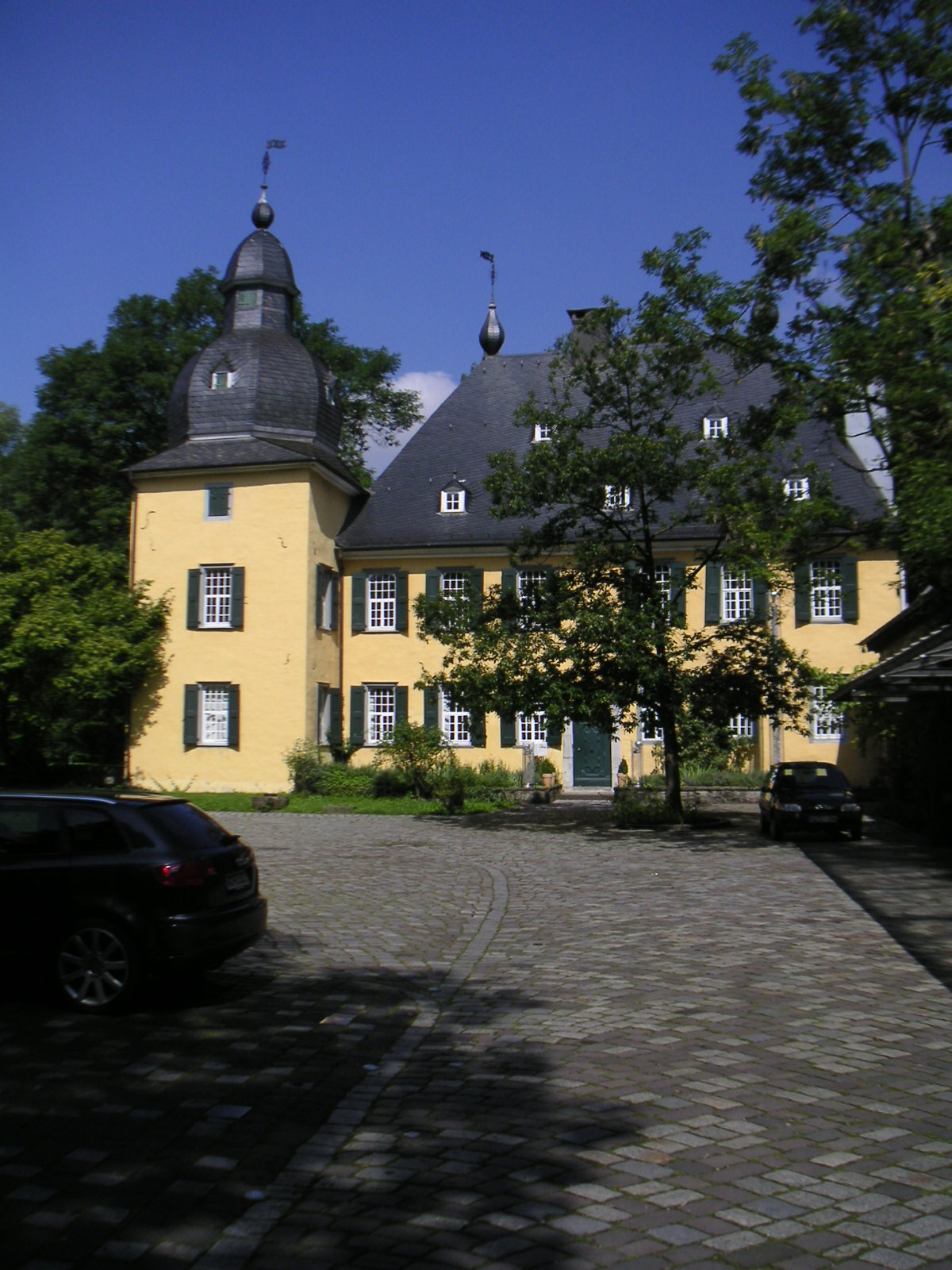
Schloss Lüntenbeck

Weiter verläuft er durch ein Waldgebiet, das ehemals zum Haus Lüntenbeck (genannt: „Schloss Lüntenbeck“) gehörte. Der Herrensitz wird urkundlich erstmals im 13. Jahrhundert erwähnt – die Ursprünge dieser Siedlungsstelle liegen aber vermutlich 1200 Jahre zurück. Nach rund 500 Metern wendet sich die Lüntenbeck nach Süden und der 350 Meter lange Bach am Waldsaum fließt von rechts in die Lüntenbeck hinein. Hier erreicht sie zwei aufeinander folgende Teiche des ehemaligen Ritterguts Lüntenbeck. Ob es eine Wasserburg war, konnte bislang nicht geklärt werden. Die Teiche sind Reste einer Mühlenanlage, deren Turm (Mühlenturm) in der Schlossanlage erhalten geblieben ist. Die Lüntenbeck unterquert auf 110 Meter verrohrt das Schlossgelände vor dem Hauptgebäude und mündet in einen dritten, südlich des Schlosses gelegenen Teich.
Der Bach fließt weitere rund 260 Meter durch ein parkähnliches Naherholungsgebiet, das zur Siedlung Lüntenbeck gehört, und unterquert sodann verrohrt den Bahndamm der stillgelegten Rheinischen Strecke.
Die letzten rund 1600 Meter wird der Bach weiter verrohrt bis zur Mündung geführt. Er folgt zunächst der Industriestraße und stößt dann auf das Autobahnkreuz Sonnborner Kreuz, wo er in 136 Meter Höhe als rechter Nebenfluss in die Wupper mündet. Die Mündung im Wohnquartier Sonnborn befindet sich wieder im Stadtbezirk Elberfeld-West.
| Zuläufe und Bauwerke \| Lüntenbeck \| Lüntenbeck \| Lüntenbeck \| \| --------------------------------------------- \| ---------- \| ---------- \| \| Legende \| \| \| \| Wuppertal \| \| Wuppertal \| \| \| \| \| \| \| \| \| \| \| \| \| \| \| \| \| \| \| \| \| \| Bundesstraße 224 \| \| \| \| Bundesstraße 7 \| \| \| \| \| \| \| \| \| \| \| \| Bach am Waldsaum \| \| Teich \| \| \| \| \| \| \| \| Teich \| \| Schloss Lüntenbeck \| \| \| \| \| \| \| \| Teich \| \| \| \| \| \| \| \| Bahnstrecke Düsseldorf-Derendorf–Dortmund Süd \| \| \| \| \| \| \| \| \| \| \| \| Bahnstrecke Düsseldorf–Elberfeld \| \| \| \| Wuppertaler Schwebebahn \| \| \| \| Bundesstraße 228 \| \| \| \| Wupper \| \| \| |  |           |
| Lüntenbeck |  |           |
| Legende |  |           |
| Wuppertal |  | Wuppertal |
| |  |           |
| |  |           |
| |  |           |
| |  |           |
| |  |           |
| Bundesstraße 224 |  |           |
| Bundesstraße 7 |  |           |
| |  |           |
| |  |           |
| Bach am Waldsaum |  | Teich     |
| |  |           |
| |  | Teich     |
| Schloss Lüntenbeck |  |           |
| |  |           |
| Teich |  |           |
| |  |           |
| Bahnstrecke Düsseldorf-Derendorf–Dortmund Süd |  |           |
| |  |           |
| |  |           |
| Bahnstrecke Düsseldorf–Elberfeld |  |           |
| Wuppertaler Schwebebahn |  |           |
| Bundesstraße 228 |  |           |
| Wupper |  |           |